# Stuart Baxter
Stuart William Baxter (Wolverhampton, 16 agosto 1953) è un allenatore di calcio ed ex calciatore scozzese, di ruolo centrocampista.
Il figlio Lee è stato anch'esso un giocatore professionista in Svezia, ma di ruolo portiere.

## Carriera

### Giocatore
Nacque nella cittadina inglese di Wolverhampton da padre scozzese e madre inglese, ed è proprio in Inghilterra che crebbe calcisticamente. Iniziò al Preston North End, poi ebbe una parentesi scozzese ed un breve ritorno nel campionato inglese.
Nel 1978 approdò in Australia al South Melbourne, ma la sua carriera da calciatore continuò negli Stati Uniti e in Svezia, dove appese le scarpe al chiodo nel 1984.

### Allenatore
La sua carriera da allenatore iniziò dove finì quella da calciatore, ovvero nel club svedese dell'Örebro, e proseguì poi in Norvegia, Portogallo e Giappone, nazione in cui ebbe modo di guidare sia il Sanfrecce Hiroshima che il Vissel Kobe. Proprio dall'esperienza nipponica, Baxter fu prelevato dall'AIK, squadra con cui vinse lo scudetto 1998 e con cui debuttò in UEFA Champions League, in un girone che comprendeva anche il Barcellona, l'Arsenal e la Fiorentina.
Nel 2001 passò ai norvegesi del Lyn, quindi fu chiamato sulla panchina della nazionale inglese Under-19 e su quella della nazionale maggiore sudafricana. Quindi ancora Giappone, Svezia, tre anni da CT della nazionale della Finlandia e l'accordo con i sudafricani del Kaizer Chiefs nel 2012.
Nell'estate 2015 iniziò ad allenare i turchi del Gençlerbirliği, ma dopo le sconfitte nelle prime due giornate di campionato rescisse consensualmente il contratto con la società.

## Palmarès

### Giocatore

#### Competizioni regionali
- Forfarshire Cup: 1

Dundee United: 1975-1976

### Allenatore

#### Competizioni nazionali
- Campionato svedese: 1

AIK: 1998
- Coppa di Svezia: 2

AIK: 1998-1999
Helsingborg: 2006
- Premier Soccer League (Sudafrica): 2

Kaizer Chiefs: 2012-2013, 2014-2015
- Coppa del Sudafrica: 3

Kaizer Chiefs: 2012-2013
SuperSport United: 2015-2016, 2016-2017